# チュクチ高地
チュクチ高地（ロシア語: Чукотское нагорье）またはチュクチ山地（Чукотская горная страна）は、ロシア連邦極東連邦管区チュクチ自治管区に存在する山地。
山地の尾根の大部分は、不毛な荒野である。また半分ほどの領域が北極圏に属している。ロシアでも屈指の過酷な気候を有する地域で、最低気温は-73℃に達する。古くからこの地に住むチュクチ族もチュクチ高地では、アムグエマ村などごく一部の山間にしか居住していない。

## 地理
チュクチ自治管区には、主にチュクチ高地とアナディル高地という二つの山岳地帯が存在する。両者はチュクチ半島を東西に横切る地峡で隔てられており、北東側にチュクチ高地が、南西にアナディル高地が広がっている。チュクチ高地は中・低高度の起伏から成り立っており、西北西のベーリング海沿岸から東南東のチャウン湾まで450キロメートル (280 mi)の範囲を走っている。北部は砂岩や頁岩、深成岩である花崗岩などから成り立っているのに対し、南部は火成岩でできている。高地の最高峰はチャンタル山脈のイスホドナヤ山で、その標高は1,843メートル (6,047 ft)あるいは1,887メートル (6,191 ft)と文献によって異なる。

### 河川
チュクチ高地を水源とする主な河川で、まずチュクチ海に注ぐのがアムグエマ川（支流にエキトィキ川やチャンタリヴェルグィルグィン川）、パリャヴァーム川、ペグトィメリ川、タニュレル川、次に太平洋に注ぐのがカンチャラン川ベラヤ川（支流にボリショイ・プィカルヴァーム川(Большой Пыкарваам)やボリシャヤ・オシノヴァヤ川(Большая осиновая)）である。山地中の主な湖としては、エキトィキ湖、イオニ湖コーレニ湖などが挙げられる。
チュクチ高地には小規模な氷河が47か所あり、総面積は13.53平方キロメートル (5.22 sq mi)に達する。

### 山脈
チュクチ高地の山々はいくつかの山脈を形成している。主なものは以下のとおりである。
- シェラグ山脈（英語版）: 最高点標高1,105メートル (3,625 ft)。北西端はシェラグスキー岬（英語版）。
- イチュヴェーム山脈: 最高点標高1,030メートル (3,380 ft)。
- エグヴィヴァタプ山脈: 最高点標高1,636メートル (5,367 ft)。
- ペグトィメル山脈: 最高点標高1,794メートル (5,886 ft)。
- パリャヴァーム山脈: 最高点標高1,551メートル (5,089 ft)。
- チャンタリ山脈（英語版）: 最高点標高1,887メートル (6,191 ft)。
- エキトィキ山脈: 最高点標高1,317メートル (4,321 ft)。
- ペクリニェイ山脈（英語版）: 最高点標高1,362メートル (4,469 ft)。
- イスカテン山脈: 最高点標高1,335メートル (4,380 ft)。
- グヘンカヌイ山脈: 最高点標高978メートル (3,209 ft)。チュクチ高地の東端に位置し、ベーリング海を望む。

|  |

## 気候
チュクチ高地は、夏が短く、極めて寒い冬が8か月続く厳しい気候である。冬には北極海とアリューシャン低気圧の影響でブリザードが発生することも珍しくない。地峡地帯は大陸性気候だが、各山脈域は海洋性気候を有している。この傾向は低標高の山々で顕著であり、中標高の山ではそれほどでもない。

## 植物相・動物相
山々の低標高の斜面にはツンドラ植物が生えており、山間の盆地は沼地化していることが多い。一方で高標高の地域は北極砂漠の一部となっている。河川には魚類が豊富に生息している。